# Moss (Name)
Moss ist ein englischer Familienname sowie ein männlicher Vorname.

## Vorname oder Mittelname
- Charles Moss Duke (* 1935), US-amerikanischer Astronaut
- Moss Hart (1904–1961), US-amerikanischer Dramatiker und Drehbuchautor
- Moss Mabry (1918–2006), US-amerikanischer Kostümbildner

## Familienname

### A
- Adrian Moss (* 1981), US-amerikanischer Basketballspieler und -trainer
- Allie Moss, US-amerikanische Sängerin und Gitarristin
- Anne Marie Moss (1935–2012), kanadische Jazzsängerin
- Arnold Moss (1910–1989), US-amerikanischer Theater- und Filmschauspieler

### B
- Barry Moss (1940–2014), US-amerikanischer Theaterregisseur und Caster
- Bernard Moss (* 1937), US-amerikanischer Virologe
- Bernd Moss (* 1965), deutscher Theater- und TV-Schauspieler
- Brent Moss (1972–2022), US-amerikanischer Footballspieler
- Buddy Moss (1914–1984), US-amerikanischer Blues-Gitarrist

### C
- Carrie-Anne Moss (* 1967), kanadische Schauspielerin
- Cecil Moss (1925–2017), südafrikanischer Rugbyspieler und -trainer
- Charles Moss (Bischof, 1711) (1711–1802), engländischer Bischof
- Charles Moss (Bischof, 1763) (1763–1811), engländischer Bischof
- Charles Moss (Jurist) (1840–1912), kanadischer Richter
- Charles Moss (Radsportler) (1882–1963), britischer Radsportler
- Chris Moss (* 1980), US-amerikanischer Basketballspieler
- Christoph Moss (* 1967), deutscher Journalist und Hochschullehrer
- Colin Moss (* 1976), südafrikanischer Schauspieler, Produzent und Moderator
- Cornell Moss († 2015), bahamaischer Bischof
- Cynthia Moss (* 1940), amerikanische Forscherin, Naturschützerin und Autorin

### D
- Damian Moss (* 1976), US-amerikanischer Baseballspieler
- Danny Moss (Dennis Moss; 1927–2008), britischer Jazz-Saxofonist
- David Moss (Musiker) (* 1949), US-amerikanischer Improvisationsmusiker
- David Moss (Fußballspieler, 1952) (* 1952), englischer Fußballspieler
- David Moss (Fußballspieler, 1968) (* 1968), englischer Fußballspieler
- David Moss (Eishockeyspieler) (* 1981), US-amerikanischer Eishockeyspieler
- David Moss (Basketballspieler) (* 1983), US-amerikanischer Basketballspieler

### E
- Earle Moss (1921–2003), kanadischer Pianist und Musikpädagoge
- Ebon Moss-Bachrach (* 1977), US-amerikanischer Schauspieler
- Ella Moss Duval (1843–1911), US-amerikanische Porträt- und Genremalerin
- Elisabeth Moss (* 1982), US-amerikanische Schauspielerin
- Eric Owen Moss (* 1943), US-amerikanischer Architekt

### F
- Frank Moss (Jurist) (1860–1920), US-amerikanischer Jurist
- Frank Moss (Fußballspieler, 1895) (1895–1965), englischer Fußballspieler
- Frank Moss (Fußballspieler, 1909) (1909–1970), englischer Fußballspieler
- Frank Moss (Politiker) (1911–2003), US-amerikanischer Politiker
- Frank Moss (Fußballspieler, 1917) (1917–1997), englischer Fußballspieler

### G
- Gary Moss, US-amerikanischer Filmproduzent, Filmregisseur und Drehbuchautor
- Gerald Moss (Kameramann) (1916–1999), britischer Kameramann
- Gerald Moss (1936–2008), US-amerikanischer Tennisspieler
- Glen Moss (* 1983), neuseeländischer Fußballspieler

### H
- Harry Moss (Harry Moß; 1886–nach 1943), deutscher Schauspieler, nationalsozialistischer Theater- und Rundfunkleiter sowie Fernsehintendant
- Henry Whitehead Moss (1841–1917), Direktor der Shrewsbury School
- Howard Moss (1922–1987), US-amerikanischer Schriftsteller und Dichter
- Hunter Holmes Moss (1874–1916), US-amerikanischer Politiker

### I
- Ian Moss (Musiker) (* 1955), australischer Musiker
- Ian Moss (Dartspieler) (* 1963), englischer Dartspieler

### J
- J. McKenzie Moss (John McKenzie Moss; 1868–1929), US-amerikanischer Politiker
- Jarvis Moss (* 1984), US-amerikanischer Footballspieler
- Jeff Moss (Drehbuchautor) (1942–1998), US-amerikanischer Drehbuchautor, Film- und Fernsehkomponist
- Jeff Moss (Cricketspieler) (* 1947), australischer Cricketspieler
- Jeff Moss (Hacker) (* 1975), US-amerikanischer Hacker und Sicherheitsberater
- Jennifer Moss (1945–2006), britische Schauspielerin
- Jerry Moss (1935–2023), US-amerikanischer Aufnahmeleiter und Mitgründer von A&M Records
- Jesse Moss (* 1983), kanadischer Schauspieler
- Joel M. Moss, US-amerikanischer Kernphysiker
- Johannes Moss (* 1986), deutscher Schauspieler
- John E. Moss (1915–1997), US-amerikanischer Politiker
- John McKenzie Moss (1868–1929), US-amerikanischer Politiker, siehe J. McKenzie Moss
- Johnny Moss (1907–1995), US-amerikanischer Pokerspieler
- Jon Moss (* 1957), britischer Schlagzeuger
- Jonathan Moss (* 1970), englischer Fußballschiedsrichter
- Julie Moss (* 1958), US-amerikanische Triathletin

### K
- Kate Moss (* 1974), britisches Fotomodell
- Khalid Moss (1946–2022), US-amerikanischer Jazz- und R&B-Musiker

### L
- Lawrence Moss (1927–2022), US-amerikanischer Komponist

### M
- Marlow Moss (1889–1958), britische Kunstmalerin und Bildhauerin
- Martin Moss (1956–2002), US-amerikanischer Musicaldarsteller
- Megan Moss (* 2002), bahamaische Leichtathletin
- Monty Moss (1924–2014), britischer Unternehmer
- Myron Moss (1951–2012), US-amerikanischer Musikdirektor, Dirigent und Professor

### N
- Neil Barry Moss (* 1990), südafrikanisch-deutscher Opernregisseur, Bühnen- und Kostümbildner
- Nick Moss (* 1969), US-amerikanischer Bluesmusiker, Labelbetreiber und Musikproduzent

### P
- Paige Moss (* 1973), US-amerikanische Schauspielerin
- Pat Moss (1934–2008), britische Rallyefahrerin
- Peter Moss (* 1948), britischer Musiker, Musikproduzent, Arrangeur und Dirigent
- Piotr Moss (* 1949), polnisch-französischer Komponist

### R
- Ralph W. Moss (1862–1919), US-amerikanischer Politiker
- Randy Moss (* 1977), US-amerikanischer Footballspieler
- Reginald Moss (1913–1995), britischer Politiker
- Riddick Moss (Michael Rallis; * 1989), US-amerikanischer Wrestler
- Robert A. Moss (1940–2017), US-amerikanischer Chemiker
- Roland Moss (* 1946), US-amerikanischer American-Football-Spieler
- Ronn Moss (* 1952), US-amerikanischer Schauspieler
- Rosalind Moss (1890–1990), britische Ägyptologin
- Roy Moss (* 1929), US-amerikanischer Rockabilly-Musiker

### S
- Santana Moss (* 1979), US-amerikanischer Footballspieler
- Sarah Moss (* 1975), britische Schriftstellerin
- Sinorice Moss (* 1983), US-amerikanischer Footballspieler
- Stanley Moss (1925–2024), US-amerikanischer Dichter, Verleger und Kunsthändler
- Stirling Moss (1929–2020), britischer Automobilrennfahrer

### T
- Tegan Moss (* 1985), kanadische Schauspielerin und Synchronsprecherin
- Tyler Moss (* 1975), kanadischer Eishockeytorwart

### W
- W. Stanley Moss (1921–1965), Angehöriger der Special Operations Executive
- William P. Moss (1897–1985), US-amerikanischer Politiker

### Z
- Zack Moss (* 1997), US-amerikanischer Footballspieler